# Фаррагат (Теннессі)
Фаррагат (англ. Farragut) — місто (англ. town) в США, в окрузі Нокс штату Теннессі. Населення — 23 506 осіб (2020).

## Географія
Фаррагат розташований за координатами 35°52′34″ пн. ш. 84°10′48″ зх. д. / 35.87611° пн. ш. 84.18000° зх. д. (35.876162, -84.180001).  За даними Бюро перепису населення США в 2010 році місто мало площу 41,96 км², з яких 41,53 км² — суходіл та 0,44 км² — водойми.

## Демографія
Згідно з переписом 2010 року, у місті мешкало 20 676 осіб у 7666 домогосподарствах у складі 6157 родин. Густота населення становила 493 особи/км².  Було 7982 помешкання (190/км²).
Расовий склад населення:
| - 90,6 % — білих - 5,4 % — азіатів - 1,9 % — чорних або афроамериканців - 0,2 % — корінних американців |

До двох чи більше рас належало 1,4 %. Частка іспаномовних становила 2,5 % від усіх жителів.
За віковим діапазоном населення розподілялося таким чином: 25,3 % — особи молодші 18 років, 58,6 % — особи у віці 18—64 років, 16,1 % — особи у віці 65 років та старші. Медіана віку мешканця становила 45,3 року. На 100 осіб жіночої статі у місті припадало 95,9 чоловіків;  на 100 жінок у віці від 18 років та старших — 92,2 чоловіків також старших 18 років.
Середній дохід на одне домашнє господарство  становив 128 434 долари США (медіана — 107 590), а середній дохід на одну сім'ю — 141 711 долар (медіана — 123 402). Медіана доходів становила 101 089 доларів для чоловіків та 51 466 доларів для жінок. За межею бідності перебувало 4,5 % осіб, у тому числі 5,8 % дітей у віці до 18 років та 3,4 % осіб у віці 65 років та старших.
Цивільне працевлаштоване населення становило 9527 осіб. Основні галузі зайнятості: освіта, охорона здоров'я та соціальна допомога — 26,6 %, науковці, спеціалісти, менеджери — 17,2 %, роздрібна торгівля — 10,0 %, виробництво — 9,4 %.